# Кузманоски, Горан
Горан Кузманоски (род. 30 ноября 1981) — македонский гандболист, выступающий за румынский клуб «Одорхеи».

## Карьера

### Клубная
Горан Кузманоски начинал профессиональную карьеру в македонский клуб Тутунски Комбинат. В 2003 году Горан Кузманоски перешёл в «Вардар». В 2004 году Кузманоски перешёл в «Металлург» (Скопье). В 2007 году Горан Кузманоски перешёл в португальский клуб «Мадейра Андебол». В 2009 году Кузманоски вернулся в Македонию и выступал за клуб RK Tineks Prolet. В 2011 году Горан Кузманоски перешёл в румынский клуб «Одорхеи».

### Международная карьера
Горан Кузманоски выступал за сборную Македонии. Всего за сборную Македонии Кузманоски сыграл 25 матчей, забросил 55 голов.

## Награды
- Чемпион Македонии: 2004. 2006
- Обладатель кубка Македонии: 2004, 2006
- Обладатель кубка вызова ЕГФ: 2015

## Статистика
Статистика Горана Кузманоски в сезоне 2016/17 указана на 1.3.2017.
| Сезон       | Клуб    | Лига              | Матчи | Голы | 7-метр | Голы |
| ----------- | ------- | ----------------- | ----- | ---- | ------ | ---- |
| 2016-17     | Одорхеи | Чемпионат Румынии | 18    | 31   | 0      | 31   |
| 2014 — 2016 | Итого   | Чемпионат Румынии |       | 0    | 0      | 0    |